# Historia regum
La Historia regum (« Histoire des rois ») est une compilation historique réalisée dans le Nord de l'Angleterre au XIIe siècle. Elle est généralement attribuée à Siméon de Durham, un moine de la cathédrale de Durham dont le floruit se situe entre 1090 et 1128 environ.
La seule copie connue de la Historia regum figure dans un manuscrit conservé à la bibliothèque du Corpus Christi College de l'université de Cambridge sous la cote MS 139. Ce manuscrit, compilé dans la deuxième moitié du XIIe siècle, rassemble d'autres textes attribués à Siméon, parmi lesquels une lettre adressée au doyen d'York Hugues et une version du Libellus de exordio.

## Contenu
La Historia regum n'est pas une chronique à proprement parler. Elle constitue davantage un recueil de textes d'origines disparates, couvrant l'histoire de l'Angleterre de 616 à 1129, identifiés comme suit par les éditeurs modernes :
| Folios    | Contenu |
| --------- | --- |
| 51v-54v   | La « légende royale kentique » : un récit des miracles liés à la famille royale du royaume de Kent des VIIe et VIIIe siècles, notamment les princes martyrs Æthelred et Æthelberht.                                                                                              |
| 54v-55r   | Une liste des rois de Northumbrie d'Ida (mort vers 559) à Ceolwulf (mort en 737). |
| 55r-58v   | Des extraits de l'œuvre de Bède le Vénérable, notamment son Historia abbatum. |
| 58v-68v   | Des annales couvrant la période 732-802, provenant d'une source northumbrienne aujourd'hui perdue. |
| 68v-75r   | Des annales couvrant la période 849-887, provenant principalement de l'Histoire du roi Alfred d'Asser. |
| 75r-76r   | Des annales couvrant la période 888-957, rédigées après 1042. |
| 76r-76v   | Des extraits de la Gesta regum de Guillaume de Malmesbury. |
| 76v-123v  | Des extraits de la Chronique de Jean de Worcester enrichis par d'autres textes, parmi lesquels une version nordique perdue de la Chronique anglo-saxonne, le Libellus de exordio, la Historia novorum d'Eadmer et les écrits de Dudon de Saint-Quentin et Guillaume de Jumièges. |
| 123v-129v | Une chronique de la période 1119-1129, apparemment originale et peut-être rédigée par Siméon. |

Les cinq premières sections, jusqu'à l'entrée pour 887, proviennent vraisemblablement d'une compilation antérieure réalisée par Byrhtferth de Ramsey.

## Éditions
La Historia regum a connu plusieurs éditions modernes :
- Joseph Stevenson, The Historical Works of Simeon of Durham, 1853 ;
- John Hodgson Hinde, Symeonis Dunelmensis Opera et Collectanea, 1868 ;
- Thomas Arnold (en), Symeonis Monachi Opera Omnia I, 1885 ;
- Cyril R. Hart, Byrhtferth's Northumbrian Chronicle, 2006 (seulement les cinq premières sections).